# Gaelco
Gaelco era una empresa barcelonina d'electrònica encarada a l'entreteniment: en el seu origen, Gaelco es dedicà a la comercialització de videojocs de saló recreatiu, dels quals no només dissenyava la part tecnològica, sinó tot el moble de cada màquina recreativa.

## Cronologia
Gaelco SA es fundà com a Gabinete Electrónico Consultivo al setembre de 1985 per Luis Jonama, Josep Quinglés i Javier Valero, extreballadors d'una altra empresa, Tecfri: al començament es dedicaren a fabricar el sistema electrònic de pinballs o atraccions infantils de la marca Falgás, entre les quals una inspirada en el cotxe de la sèrie Knight Rider.
L'any 1989 contractaren com a dissenyador a Xavier AG, un ex alumne de l'Escola de Còmic JoSo i realitzador de televisió sense experiència prèvia en la creació de videojocs: Xavier entrà a treballar com a animador en el projecte El Faraón, el qual esdevindria el joc d'acció Big-Karnak, dissenyat per Toni López Yeste amb Ghosts'n Goblins com a font d'inspiració.
Més tard s'encarregà del disseny del joc de preguntes Master Boy. Llavors l'equip constava de dos dissenyadors, un programador i un productor; el disseny gràfic es feia sobre paper, la programació en assembler i el so era MIDI, però tot el maquinari i el programari eren propietat de l'empresa. Més avant, ja amb gràfics 3D per ordinador, programaven en C++ amb programari Linux i maquinari d'Nvidia.
| A.   | títol                     | gènere         | moble    | %      |     |
| ---- | ------------------------- | -------------- | -------- | ------ | --- |
| 1992 | Squash                    | esport         | genèric  | [ 6 ]  |     |
| 1994 | Alligator Hunt            | tirades        | genèric  | 9,1    |     |
| 2002 | ATV Track                 | carreres       |          | [ 7 ]  |     |
| 1998 | Bang (Gun Gabacho)        | tirades        |          | 8,4    |     |
| 1991 | Big Karnak                | acció          |          | 8,5    |     |
| 1995 | Biomechanical Toy         | acció          |          | 9,6    |     |
| 1996 | Maniac Square             | acció          |          | 7,8    |     |
| 1986 | Master Boy                | trivial        |          | [ 8 ]  |     |
| 1991 | Master Boy                | trivial        |          | 5,4    |     |
| 1998 | Radikal Bikers            | carreres       |          | 8,9    |     |
| 1998 | Splash! (Painted Lady)    | habilitat      |          | 6,9    |     |
| 1997 | Surf Planet               | carreres       | propi    | [ 9 ]  | 8,6 |
| 1992 | Thunder Hoop              | acció          | genèric  | [ 10 ] |     |
| 1994 | TH Strikes Back           | run 'n' gun    | genèric  | [ 11 ] |     |
| 1999 | Football Power            | futbol         | propi    | [ 12 ] |     |
| 2005 | Tuning Race               | carreres       | propi    | [ 13 ] |     |
| 2002 | Gaelco Football           | futbol         | propi    | [ 14 ] |     |
| 1994 | Glass                     | habilitat      |          | [ 15 ] |     |
| 1995 | Last KM                   | ciclisme       | prototip | [ 16 ] |     |
| 1995 | Radikal Bikers II         | carreres       | prototip | [ 17 ] |     |
| 2004 | Ring Riders               | carreres       | propi    | [ 18 ] |     |
| 1999 | Rolling eXtreme           | carreres       | propi    | [ 19 ] |     |
| 1995 | Salter Cardioline         | esport         | propi    | [ 20 ] |     |
| 2000 | Smashing Drive            | carreres       | propi    | [ 21 ] |     |
| 1997 | Snow Board Championship   | carreres       | propi    | [ 22 ] |     |
| 1996 | Speed Up                  | carreres       | propi    | [ 23 ] |     |
| 1994 | Target Hits               | tirades        | propi    | [ 24 ] |     |
| 2003 | Tokyo Cop Special Police… | carreres       | propi    | [ 25 ] |     |
| 1995 | Touch and Go              | esport         | propi    | [ 26 ] |     |
| 1993 | World Rally               | carreres       | propi    | [ 27 ] |     |
| 1995 | World Rally 2 Twin Racing | carreres       | propi    | [ 28 ] |     |
| 1990 | Xor World                 | trencaclosques | genèric  | [ 29 ] |     |

A les acaballes de 1991, contractaren un altre dissenyador format a JoSo, Xavier Fradera: el seu primer encàrrec va ser aprendre a utilitzar el Deluxepaint Animator, amb el qual animà algunes de les explosions de Thunder Hoop; més tard treballà en Squash, Alligator Hunt i, en passar als gràfics poligonals, Speed Up, en el qual s'encarregà de digitalitzar els cotxes a partir de maquetes a escala.
Pel 1995, alhora que treballava en el joc Touch and Go, Xavier AG s'encarregà de fer captures de moviment per a dissenyar les infografies d'unes màquines de gimnàs per a l'empresa Salter: es tractava d'una bicicleta estàtica (Salter Cardioline Pro Cycle) i una màquina d'stepping (Pro Stepper) amb sengles pantalles amb tot d'informació en temps real i paràmetres ajustables.
Al final de la dècada de 1990, Gaelco va adquirir una altra empresa, Bit Managers, per a adaptar els jocs per a consola de joc, però les condicions de mercat els feren desistir.
El 2003 comercialitzaren un dels seus projectes més ambiciosos, Tokyo Cop Special Police Reinforcement, un joc de persecucions policials per al qual l'equip realitzà més de dues mil cinc-centes fotografies i nou hores de vídeo a Tòquio: la màquina es fabricà en dues versions, una amb un monitor de 28" i l'altra amb un de 36" i seient amb tracció; a més, comptava amb connexió entre dues màquines i a l'Internet per a actualitzar una classificació per punts a nivell mundial.
El darrer joc comercialitzat fou Gaelco Tuning Race Championship (2005), quan els salons recreatius deixaren de ser rendibles; dos anys després, l'empresa es reconvertí a Gaelco Darts, especialitzada en dianes electròniques de dards.
Gaelco desenvolupà el seu propi maquinari restrictiu per a cada videojoc, per la qual cosa el motor gràfic evolucionà d'un joc a un altre.
En el cas de World Rally Championship, l'empresa retardà el llançament del joc per a encriptar-lo amb un xip Dallas impossible de desxifrar, fins que l'any 2008 Valero alliberà els codis a un membre del projecte MAME durant RetroLleida.
L'any 2017, dos aficionats aconseguiren bolcar els darrers jocs de Gaelco amb placa mare DS5002FP, que fins llavors no havien sigut emulats: el xip en qüestió és tan críptic que, si no es desencripta com cal, inutilitza tota la placa i es perd la imatge ROM.